# Isla Teopán
La isla Teopán es una isla lacustre y volcánica de El Salvador, que está ubicada en el lago de Coatepeque; siendo la isla más grande del lago y la más conocida.
Los indígenas pipiles tenían en esta isla un templo dedicado a Itzqueye, diosa nahua de las madres,  la fertilidad y la realeza. Además tenían un monolito representativo de dicha diosa.

## Etimología
El nombre Teopán proviene de la palabra náhuat Teupan (en la variante náhuat de Cuisnahuat) y significa templo. Otro nombre de la isla es el de Isla del Cerro.

## Naturaleza

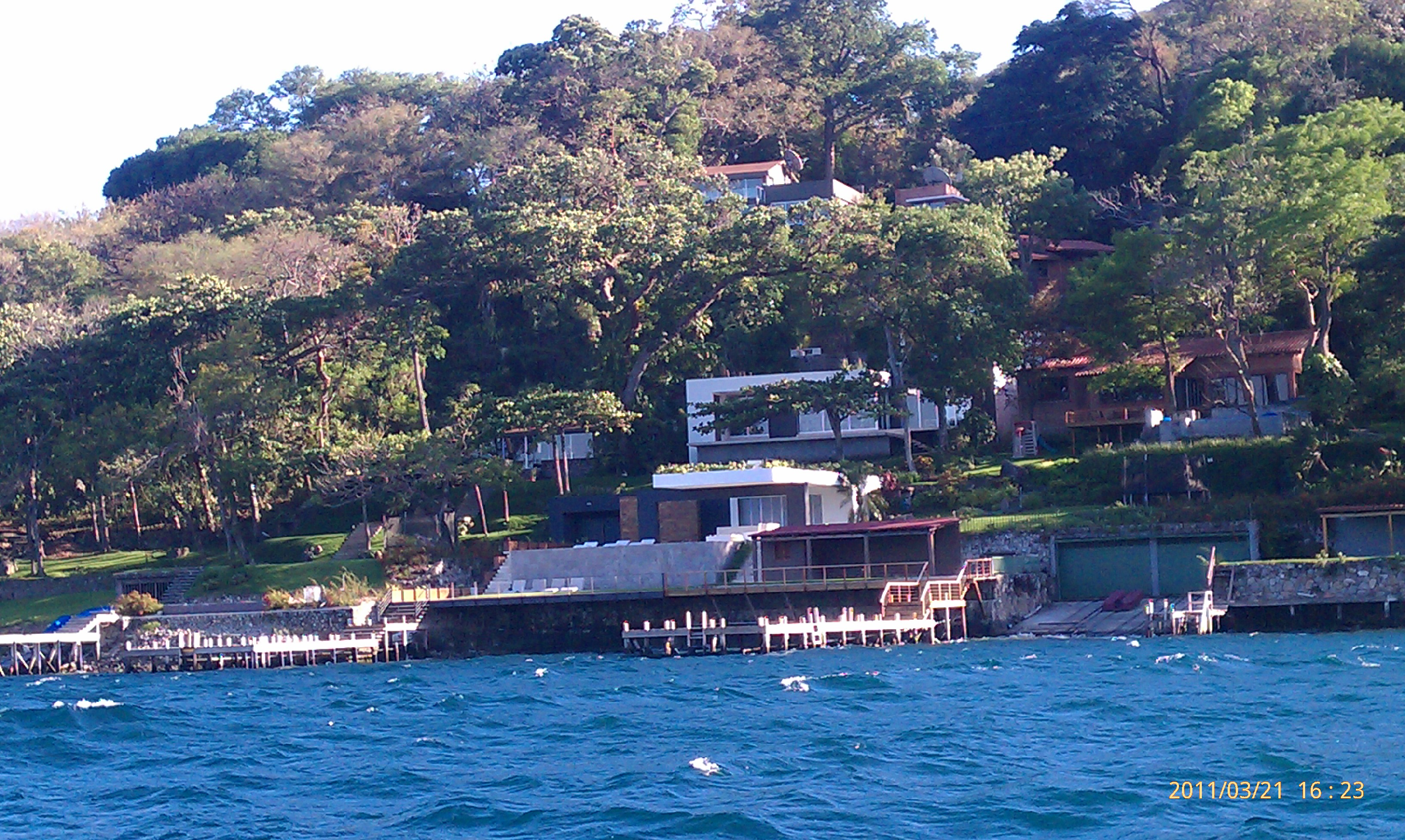
Cerro de la Isla Teopán, el cual es el punto más alto de la isla. En este cerro hay una pista de tenis. Se puede recorrer en el camino, descrito más abajo.

La isla Teopán, y el lago de Coatepeque en general, es un lugar apto para practicar el ecoturismo, la observación de aves residentes y migratorias. Se pueden realizar caminatas en los alrededores del lago; y también se permite la práctica de ciclismo de montaña así como la pesca y el buceo; y se pueden recorrer sus aguas en kayak, jet ski o lancha. Hay mucha biodiversidad de flora y fauna, incluyendo diversos tipos de insectos.

## Acceso
A esta isla se puede acceder por ferri; y también es accesible por lanchas que salen desde alguno de los hoteles que hay en el lago. En la isla hay hoteles también.

## Recorrido
En la isla hay un camino por el cual recorrer la isla y el cerro descrito en el pie de imagen de la sección 2.